# San Blas (Zamora)
San Blas (en alistanu San Bras) es una localidad del municipio español de Viñas, en la provincia de Zamora, comunidad autónoma de Castilla y León. 

## Historia
Durante la Edad Media San Blas quedó integrado en el Reino de León, cuyos monarcas habrían acometido la repoblación de la localidad dentro del proceso repoblador llevado a cabo en Aliste. Tras la independencia de Portugal del reino leonés, en 1143, la localidad habría sufrido por su situación geográfica los conflictos entre los reinos leonés y portugués por el control de la frontera, quedando estabilizada la situación en Aliste a inicios del siglo XIII, hecho reforzado por la firma del Tratado de Alcañices en 1297.
Posteriormente, en la Edad Moderna, San Blas estuvo integrado en el partido de Alcañices de la provincia de Zamora, tal y como reflejaba en 1773 Tomás López en Mapa de la Provincia de Zamora. Así, al reestructurarse las provincias y crearse las actuales en 1833, la localidad se mantuvo en la provincia zamorana, dentro de la Región Leonesa, integrándose en 1834 en el partido judicial de Alcañices, dependencia que se prolongó hasta 1983, cuando fue suprimido el mismo e integrado en el Partido Judicial de Zamora.
Finalmente, en torno a 1850, el antiguo municipio de San Blas se integró en el de Viñas.

## Fiestas patronales
Las fiestas patronales son los días 3 y 4 de febrero. San Blas es el día 3 y se saca el Santo Patrón en procesión y se da a besar la Reliquia, a la que la gente tiene mucha devoción como protectora de la garganta.

## Voto-concejo
Es una vieja tradición que consiste en una asamblea de vecinos con voz y voto. Se convoca con un toque de campana y es presidida por el alcalde, siendo generalmente celebrada el domingo a la salida de misa, justo por debajo de la iglesia. En ocasiones también se hacen coincidir con determinadas fiestas, en cuyo caso, y tras la correspondiente convocatoria a toque de campana, el Concejo se reúne en la Cruz de la plaza.
El Concejo es quien acuerda realizar los trabajos comunales, tales como arreglar caminos, limpiar carices, pozas y fuentes, arreglar las regaderas de las praderas comunales, hacer los quiñones...etc.
A la terminación de determinados Voto-concejo el alcalde invitaba, con fondos del pueblo, a los vecinos a un cántaro de vino, acompañándolo en ocasiones con pan y escabeche. En la actualidad el convite se celebra con embutidos o asados de carne de Aliste.